# Cantonul Tannay
Cantonul Tannay este un canton din arondismentul Clamecy, departamentul Nièvre, regiunea Burgundia, Franța.

## Comune
| Comune                  | Populație (1999) | Cod poștal | Cod INSEE |
| ----------------------- | ---------------- | ---------- | --------- |
| Amazy                   | 241              | 58190      | 58005     |
| Asnois                  | 160              | 58190      | 58016     |
| Dirol                   | 142              | 58190      | 58098     |
| Flez-Cuzy               | 131              | 58190      | 58116     |
| Lys                     | 124              | 58190      | 58150     |
| La Maison-Dieu          | 121              | 58190      | 58154     |
| Metz-le-Comte           | 190              | 58190      | 58165     |
| Moissy-Moulinot         | 26               | 58190      | 58169     |
| Monceaux-le-Comte       | 151              | 58190      | 58170     |
| Neuffontaines           | 126              | 58190      | 58190     |
| Nuars                   | 135              | 58190      | 58197     |
| Ruages                  | 122              | 58190      | 58224     |
| Saint-Aubin-des-Chaumes | 69               | 58190      | 58230     |
| Saint-Didier            | 34               | 58190      | 58237     |
| Saint-Germain-des-Bois  | 108              | 58210      | 58242     |
| Saizy                   | 196              | 58190      | 58271     |
| Talon                   | 51               | 58190      | 58284     |
| Tannay                  | 608              | 58190      | 58286     |
| Teigny                  | 119              | 58190      | 58288     |
| Vignol                  | 83               | 58190      | 58308     |